# Thuận Hưng, Mỹ Tú
Thuận Hưng là một xã thuộc huyện Mỹ Tú, tỉnh Sóc Trăng, Việt Nam.

## Địa lý
Xã Thuận Hưng nằm ở phía đông nam huyện Mỹ Tú, có vị trí địa lý:
- Phía đông giáp xã Phú Mỹ và huyện Châu Thành
- Phía tây giáp thị trấn Huỳnh Hữu Nghĩa và các xã Mỹ Thuận, Mỹ Tú
- Phía nam giáp xã Phú Mỹ
- Phía bắc giáp xã Mỹ Hương và huyện Châu Thành.

Xã Thuận Hưng có diện tích 36,82 km², dân số năm 2022 là 17.912 người, mật độ dân số đạt 486 người/km².

## Hành chính
Xã Thuận Hưng được chia thành 11 ấp: Bố Liên 1, Bố Liên 2, Bố Liên 3, Tà Ân A1, Tà Ân A2, Tà Ân B, Thiện Bình, Thiện Nhơn, Thiện Tánh, Trà Lây 1, Trà Lây 2.

## Lịch sử
Ngày 23 tháng 12 năm 1988, Hội đồng Bộ trưởng ban hành Quyết định số 197-HĐBT về việc thành lập xã Mỹ Thuận trên cơ sở 2.062,66 ha diện tích tự nhiên và 4.339 nhân khẩu của xã Thuận Hưng.
Sau khi phân vạch địa giới hành chính, xã Thuận Hưng có 3.679,91 ha diện tích tự nhiên và 12.912 nhân khẩu.